# La original
«La original» (estilizada como «La_original.mp3») es una canción de las cantantes argentinas Emilia y Tini. Fue lanzada el 2 de noviembre de 2023, por Sony Music Latin, como el quinto sencillo del segundo álbum de estudio de Emilia, .mp3. La canción fue coescrita por Emilia, Tini, Duki, Andrés Torres y Mauricio Rengifo, y producida por estos dos últimos.

## Antecedentes y lanzamiento
El 20 de octubre de 2023, Emilia reveló la lista de canciones de su segundo álbum de estudio, MP3, manteniendo las artistas con las que colaboró en secreto. El 29 de octubre, reveló que «La original» sería una colaboración con Tini. Dos días después, ambas artistas anunciaron el lanzamiento de la canción con un avance en sus cuentas de redes sociales. «La original» fue lanzada para descarga digital y streaming el 2 de noviembre, tres horas antes del lanzamiento de su respectivo álbum.

## Composición
«La original» es una canción de electropop y house. Sobre el significado de la canción, Emilia mencionó:
Siempre trato de mostrar todas las partes de mí misma, pero siento que con todas las críticas que a veces enfrentamos, nos escondemos y no queremos mostrar nuestro verdadero yo. «La original» trata de eso. Con todas las críticas a veces te escondes y evitas mostrar más de ti por miedo a lo que dirán de ti. (...) Tini y yo decidimos hacer lo contrario y demostrar que está bien portarse mal cuando no hay nadie ahí para juzgar o señalar con el dedo.

## Videoclip
El videoclip acompañante de «La original» fue dirigido por Facundo Ballve y lanzado simultáneamente con la canción en el canal de YouTube de Emilia. Muestra a ambas artistas modelando y bailando en una pasarela con atuendos característicos de los años 2000. El video termina con Emilia dándole un beso a Tini, el cual ha sido descrito como una referencia al beso entre Madonna y Britney Spears en los MTV Video Music Awards 2003.

## Premios y nominaciones
| Ceremonia             | Año  | Categoría                        | Resultado | Ref.   |
| --------------------- | ---- | -------------------------------- | --------- | ------ |
| Premios Carlos Gardel | 2024 | Canción del año                  | Nominado  | [ 13 ] |
| Premios Carlos Gardel | 2024 | Grabación del año                | Nominado  | [ 13 ] |
| Premios Carlos Gardel | 2024 | Mejor canción pop urbano         | Nominado  | [ 13 ] |
| Premios Carlos Gardel | 2024 | Mejor colaboración               | Nominado  | [ 13 ] |
| Premios Carlos Gardel | 2024 | Mejor videoclip corto            | Nominado  | [ 13 ] |
| Premios Ídolo         | 2024 | Canción viral                    | Nominado  |        |
| Latino Music Awards   | 2024 | Mejor video de música pop urbano | Nominado  | [ 14 ] |
| Los 40 Music Awards   | 2024 | Mejor colaboración latina        | Ganador   |        |

## Posicionamiento en listas

### Semanales
| Listas (2023-2024)              | Mejor posición |
| ------------------------------- | -------------- |
| América Latina (Monitor Latino) | 19             |
| Argentina (Argentina Hot 100)   | 1              |
| Argentina (Monitor Latino)      | 1              |
| Bolivia (Monitor Latino)        | 4              |
| Centroamérica (Monitor Latino)  | 14             |
| Chile (Monitor Latino)          | 1              |
| Colombia (Monitor Latino)       | 11             |
| Ecuador (Monitor Latino)        | 4              |
| El Salvador (Monitor Latino)    | 16             |
| España (PROMUSICAE)             | 10             |
| Global (Billboard Global 200)   | 170            |
| Guatemala (Monitor Latino)      | 17             |
| Panamá (Monitor Latino)         | 1              |
| Panamá (PRODUCE)                | 1              |
| Paraguay (Monitor Latino)       | 5              |
| Perú (Monitor Latino)           | 5              |
| Puerto Rico (Monitor Latino)    | 11             |
| Uruguay (Monitor Latino)        | 2              |

### Mensuales
| Lista (2023)   | Mejor posición |
| -------------- | -------------- |
| Paraguay (SGP) | 6              |

## Certificaciones
| País           | Organismo certificador | Certificación | Ventas certificadas | Ref.   |
| -------------- | ---------------------- | ------------- | ------------------- | ------ |
| Estados Unidos | RIAA                   | Platino       | 60 000              | [ 34 ] |
| España         | PROMUSICAE             | 3x Platino    | 180 000             | [ 35 ] |